# Xestia normaniana
Xestia normaniana är en fjärilsart som beskrevs av Augustus Radcliffe Grote 1874. Xestia normaniana ingår i släktet Xestia och familjen nattflyn. Inga underarter finns listade i Catalogue of Life.